# Прича о јаком човеку
Прича о јаком човеку  (или прича о пљачкашу) је једна од Исусових алегоријских прича, забележена у канонским јеванђељима по Матеју, Марку и Луки, као и у неканонском јеванђељу по Томи.

## Тумачења
У синоптичким јеванђељима по Матеју, Марку и Луки, ова прича представља део шире расправе у којоj противници оптужују Исус да истерује демоне помоћу Белзебуба, односно тако што у савезу са Сатаном:
Тумачено у овом контексту, снажан човек представља Сатану, а нападач представља Исуса. Исус на тај начин каже да није могао вршити егзорцизам а да претходно није победио Сатану.
Крег Кинер сматра да је ова Исусова прича о јаком човеку надовезивање на античку пословицу "нико не пљачка јаког човека".
У неканонском Јеванђељу по Томи, које нема контекст расправе о Белзебубу, изрека се може тумачити као да су „лукаво планирање и пажљива стратегија“ неопходни како би се остварили нечији циљеви.